# Старшина второй статьи

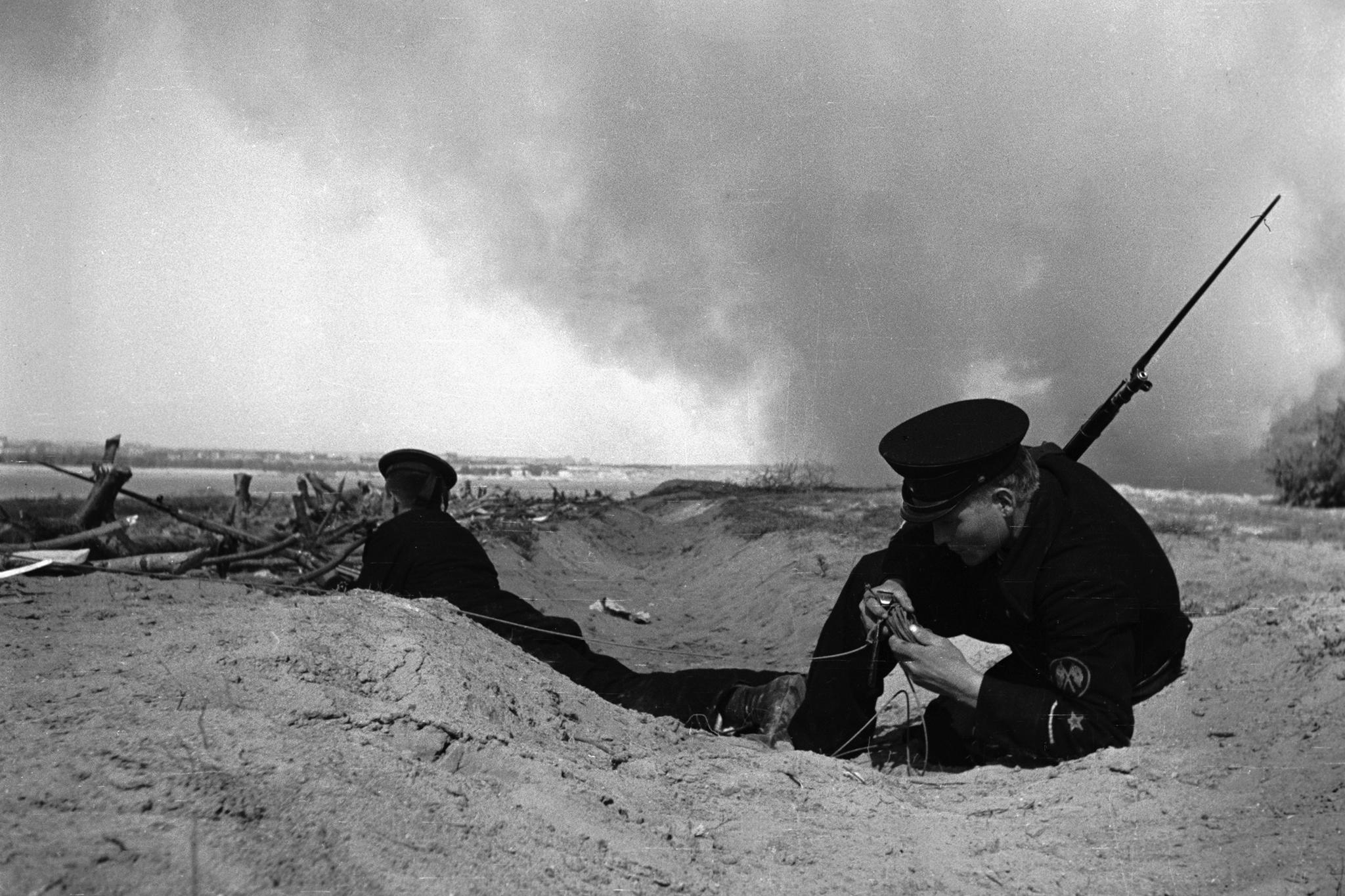
Связист — защитник Сталинграда со знаками различия старшины второй статьи

Старшина́ второ́й статьи́ — воинское звание на флоте, по рангу выше старшего матроса и ниже старшины первой статьи, самое младшее звание старшинского состава. Введено 2 ноября 1940 года.
Перед воинским званием военнослужащего, проходящего военную службу в гвардейской воинской части, на гвардейском корабле, добавляется слово «гвардии».
К воинскому званию гражданина, пребывающего в запасе или находящегося в отставке, добавляются соответственно слова «запаса» или «в отставке».
В составах военнослужащих ВС России воинскому званию старшина второй статьи соответствует войсковое звание младший сержант.
| Младшее звание: Старший матрос | Старшина второй статьи | Старшее звание: Старшина 1 статьи |

| Младшее звание: Старший краснофлотец Старший матрос | Старшина второй статьи | Старшее звание: - Старшина первой статьи |